# Permanganato de calcio
El permanganato de calcio es un agente oxidante. Formado por un catión metálico de calcio y dos aniones de permanganato. Es incombustible, pero acelerar la combustión de material combustible. Si un material combustible está finamente dividido, la mezcla puede ser explosiva. El contacto con materiales combustibles líquidos puede provocar la ignición espontánea. 
Las mezclas con ácido acético o anhídrido acético puede explotar si no se mantiene fría. El contacto con ácido sulfúrico puede causar incendios o explosiones.  Las explosiones pueden ocurrir cuando permanganato de calcio que ha sido tratada con ácido sulfúrico entra en contacto con benceno, disulfuro de carbono, éter dietílico, alcohol etílico, petróleo, u otra materia orgánica.

## Preparación
Puede ser producir en el laboratorio mediante la reacción de permanganato de potasio y cloruro de calcio, pero también se genera cloruro de potasio, que es soluble en agua y, por lo que es difícil separar. 
2 KMnO 4 + CaCl2 → Ca(MnO4)2+ 2KCl
La separación de estos compuestos se lleva a cabo a una baja temperatura, aproximadamente 0 °C, la solubilidad del cloruro de potasio en agua es baja, aproximadamente 28g/100g.
Otra posibilidad es mediante la reacción de permanganato de aluminio y óxido de calcio. La reacción produce como subproducto alúmina (y pequeñas cantidades de hidróxido de aluminio), que son insolubles, y se puede separar fácilmente del permanganato de calcio. La reacción tiene lugar a temperatura elevada, y en presencia de agua. Procede de acuerdo con la ecuación:
2 Al(MnO4)3 + 3 CaO → 3 Ca(MnO4)2 + 2 Al2O3
Finalmente, los productos se separan por disolución en agua y filtración.

## Reacciones
Esta sustancia cuando se calienta a aproximadamente 140 °C se descompone en óxido de manganeso, óxido de calcio y oxígeno según la ecuación: 
2Ca(MnO4)2 —t→ 2 CaO4 + 4MnO2 + 3 O2
Es un agente oxidante (mucho más débil que, por ejemplo el permanganato de potasio). En contacto con materiales orgánicos ( alcoholes , cetonas , aldehídos , disulfuro de carbono, benceno, gasolina, ésteres y éteres ) pueden encenderse o explotar, aunque a veces es necesario un poco caliente. 
Al reaccionar con ácido sulfúrico formar ácido permangánico y posteriormente  heptaóxido de manganeso que también es explosivo: 
Ca(MnO4)2 + H2SO4 → CaSO4 + 2 HMnO4 → CaSO4 + Mn2O7 + 2 H2O
No reacciona así con todos los ácidos, por ejemplo con ácido clorhídrico libera gas cloro: 
Ca(MnO4)2+ 22 HCl → CaCl2 + 8 Cl2 + 2MnCl2+ 8H2O + 3 H2

## Uso
El permanganato de calcio se utiliza:
- en la producción textil
- para el blanqueo de papel
- para la esterilización de agua y durante los procedimientos dentales
- como un catalizador en combustibles de cohetes
- en revestimientos / flujos de electrodos de soldadura[2]
- conexión general como un antiséptico, desodorante y desinfiziereden